# Кубок НДР з футболу 1986—1987
Кубок НДР з футболу 1986—1987 — 36-й розіграш кубкового футбольного турніру в Німецькій Демократичній Республіці після закінчення Другої світової війни. У кубку взяли участь 65 команд. Переможцем кубка Німеччини вдруге поспіль став Локомотив (Лейпциг).

## Попередній раунд
| Команда 1     | Рахунок | Команда 2    |
| ------------- | ------- | ------------ |
| 9 серпня 1986 |         |              |
| Бау (Росток)  | 1:2     | Вісмут Ауе-2 |

## Перший раунд
| Команда 1                      | Рахунок      | Команда 2                       |
| ------------------------------ | ------------ | ------------------------------- |
| 11 жовтня 1986                 |              |                                 |
| Мотор (Зуль)                   | 0:2          | Динамо (Дрезден)                |
| Локомотив/Арматурен (Пренцлау) | 1:3          | Хемі (Белен)                    |
| Мотор (Веймар)                 | 1:2          | Карл-Маркс-Штадт                |
| Хемі (Ільменау)                | 3:1          | Енергі (Котбус)                 |
| Хемі Буна (Шкопау)             | 2:1          | Форвертс-2 (Франкфурт-на-Одері) |
| Глюкауф (Зондерсгаузен)        | 0:2          | Карл Цейс                       |
| Активіст Шварце Пумпе          | 1:0          | Пошт (Нойбранденбург)           |
| Шталь (Айзенгюттенштадт)       | 3:1          | Фортшрітт (Бішофсверда)         |
| Хемі (Лейпціг)                 | 2:1 дч       | Мотор (Нордгаузен)              |
| Форвертс (Дессау)              | 3:1          | Динамо-2 (Дрезден)              |
| Мотор (Бабельсберг)            | 4:4 пен. 4:2 | Хемі (Маркклеберг)              |
| Динамо (Айслебен)              | 1:0          | Вісмут Ауе                      |
| Мотор (Карл-Маркс-Штадт)       | 3:1 дч       | Динамо-2 (Берлін)               |
| Рот-Вайс-2 (Ерфурт)            | 0:1          | Вісмут (Гера)                   |
| Активіст (Бріске-Зенфтенберг)  | 2:2 пен. 5:4 | Форвертс (Франкфурт-на-Одері)   |
| Хемі-2 (Галлешер)              | 0:3          | Магдебург                       |
| Активіст Калі Верра (Тіфенорт) | 0:5          | Шталь (Різа)                    |
| ІШГ Шверін                     | 3:2          | Мотор (Грімма)                  |
| Вісмар                         | 1:5          | Ганза                           |
| Хемі (Фельтен)                 | 3:1          | Динамо (Шверін)                 |
| Форвертс (Фюнфайхен)           | 0:2          | Шталь (Бранденбург)             |
| Локомотив (Штендаль)           | 1:5          | Уніон (Берлін)                  |
| Хемі-2 (Белен)                 | 0:3          | Форвертс (Штральзунд)           |
| Ауфбау (Крумгермершдорф)       | 0:3          | Карл Цейс-2                     |
| Шталь Вальцверк Геттштедт      | 1:4          | Заксенрінг (Цвікау)             |
| Фортшрітт (Вайда)              | 1:2          | Рот-Вайс (Ерфурт)               |
| Мотор (Еберсвальде)            | 0:7          | Динамо (Берлін)                 |
| Шталь-2 (Різа)                 | 4:3          | Динамо (Фюрстенвальде)          |
| Локомотив (Котбус)             | 1:3          | Ротатіон (Берлін)               |
| КВО Берлін                     | 1:0 дч       | Грайфсвальд                     |
| Роботрон (Земмерда)            | 0:3          | Локомотив (Лейпциг)             |
| Вісмут Ауе-2                   | 3:3 пен. 4:5 | Хемі (Галлешер)                 |

## 1/16 фіналу
| Команда 1                     | Рахунок      | Команда 2                |
| ----------------------------- | ------------ | ------------------------ |
| 8 листопада 1986              |              |                          |
| Карл Цейс-2                   | 0:5          | Локомотив (Лейпциг)      |
| Вісмут (Гера)                 | 2:1          | Шталь (Айзенгюттенштадт) |
| Шталь-2 (Різа)                | 0:2          | Уніон (Берлін)           |
| КВО Берлін                    | 4:0          | Хемі (Ільменау)          |
| Хемі (Галлешер)               | 4:1          | Форвертс (Штральзунд)    |
| Активіст (Бріске-Зенфтенберг) | 1:0          | Активіст Шварце Пумпе    |
| Хемі (Лейпціг)                | 1:0          | Ротатіон (Берлін)        |
| Хемі (Фельтен)                | 0:2          | Динамо (Дрезден)         |
| Заксенрінг (Цвікау)           | 3:2          | Мотор (Бабельсберг)      |
| Мотор (Карл-Маркс-Штадт)      | 0:1          | Шталь (Різа)             |
| Динамо (Айслебен)             | 2:2 пен. 6:7 | Карл-Маркс-Штадт         |
| Хемі Буна (Шкопау)            | 2:3 дч       | Рот-Вайс (Ерфурт)        |
| Форвертс (Дессау)             | 0:2          | Карл Цейс                |
| Ганза                         | 2:1          | Магдебург                |
| Хемі (Белен)                  | 1:0          | Динамо (Берлін)          |
| ІШГ Шверін                    | 0:1          | Шталь (Бранденбург)      |

## 1/8 фіналу
| Команда 1           | Рахунок      | Команда 2                     |
| ------------------- | ------------ | ----------------------------- |
| 6 грудня 1986       |              |                               |
| Карл-Маркс-Штадт    | 0:0 пен. 4:3 | Уніон (Берлін)                |
| Ганза               | 3:1          | Хемі (Белен)                  |
| Хемі (Галлешер)     | 0:1          | Шталь (Різа)                  |
| Динамо (Дрезден)    | 4:1          | Рот-Вайс (Ерфурт)             |
| 7 грудня 1986       |              |                               |
| Вісмут (Гера)       | 0:3          | Заксенрінг (Цвікау)           |
| Хемі (Лейпціг)      | 2:1          | Карл Цейс                     |
| Шталь (Бранденбург) | 3:0          | Активіст (Бріске-Зенфтенберг) |
| Локомотив (Лейпциг) | 4:1          | КВО Берлін                    |

## 1/4 фіналу
| Команда 1           | Рахунок | Команда 2           |
| ------------------- | ------- | ------------------- |
| 15 квітня 1987      |         |                     |
| Ганза               | 3:1     | Хемі (Лейпціг)      |
| Шталь (Різа)        | 0:1     | Шталь (Бранденбург) |
| Динамо (Дрезден)    | 0:2     | Локомотив (Лейпциг) |
| Заксенрінг (Цвікау) | 1:2     | Карл-Маркс-Штадт    |

## 1/2 фіналу
| Команда 1        | Рахунок | Команда 2           |
| ---------------- | ------- | ------------------- |
| 19 травня 1987   |         |                     |
| Карл-Маркс-Штадт | 1:3     | Локомотив (Лейпциг) |
| 20 травня 1987   |         |                     |
| Ганза            | 1:0     | Шталь (Бранденбург) |

## Фінал
| 13 червня 1987 |

| Локомотив (Лейпциг)                 | 4:1      | Ганза    |
| ----------------------------------- | -------- | -------- |
| Кюн 22', 58' Маршалл 66' Лайцке 87' | Протокол | Мярц 21' |

| Стадіон Всесвітньої молоді, Східний Берлін Глядачів: 47 000 Арбітр: Адольф Прокоп |